# Пјеро Борђи
Пјеро Борђи (итал. Piero Borgi, око 1424 — 1494) је био италијански математичар.
Познат је као аутор више значајних књига о аритметици написаних у XV веку, од којих су неке Addiones in quibus etiam sunt replicae Mathei Boringii (1483), Arithmetica (1484), Libro de Abacho de arithmetica и De arte mathematiche. 